# Corriol capnegre
El corriol capnegre (Thinornis cucullatus / Charadrius rubricollis) és una espècie d'ocell de la família dels caràdrids (Charadriidae) que habita platges i zones intermareals de la costa sud sud d'Austràlia Occidental, costa i illes del sud-est d'Austràlia, Tasmània i les illes de l'Estret de Bass.

## Descripció
El corriol capnegre és de mida mitjana per a un corriol, robust i de color pàl·lid. La longitud és de 190 a 230 mm i l'envergadura alar de 230 a 440 mm . Té el cap i la gola negres amb el coll blanc. El bec és vermell i té la punta negra. Té un anell ocular vermell i les potes taronges. Les parts inferiors són blanques. Els mascles i les femelles són similars. Els adults i els juvenils són similars, excepte que els juvenils no tenen el cap i el coll posterior negres, que, en canvi, són d'un color marró sorrenc.

## Distribució i hàbitat
Els hàbitats naturals són llacs d'aigua dolça, aiguamolls d'aigua dolça, llacunes salines costaneres i platges de sorra. Es troben poblacions abundants a platges amb algues i dunes. Està amenaçat per la pèrdua d'hàbitat a causa de la petita població i de l'àrea de distribució nativa limitada. És un habitant no migratori de la costa i subcosta d'Austràlia Occidental, Austràlia Meridional, Nova Gal·les del Sud, Victòria i Tasmània, i és un ocell divagant a Queensland.

## Comportament

### Reproducció
Fa una posta d'1 a 3 ous d'agost a març, que inclou també el pic de la temporada turística d'estiu austral a l'àrea de distribució i, per tant, està molt afectat per les activitats humanes. Els ous són d'un color beix mat o crema amb moltes marques marrons foscos i lavanda, especialment a l'extrem més grossa de l'ou. De forma piriforme, mesuren 37 mm × 27 mm. Els ous desclouen en uns trenta dies.

### Alimentació i alimentació
La població oriental menja varietat d'invertebrats, però se sap poc de la dieta de la població occidental. Específicament menja insectes, bivalves i talítrids. Normalment, es veu en parelles o grups petits a prop de l'aigua. Per reproduir-se, excava un forat poc profund a la sorra o grava per sobre de la línia de màxim nivell d'aigua i el folra amb còdols, algues i altres restes. Els mascles i les femelles passen el mateix temps incubant els ous, tot i que els mascles tendeixen a incubar més a la nit.

## Amenaces
La població de corriol capnegre ha disminuït a l'est d'Austràlia com a resultat de les pertorbacions per part de persones, gossos, gats i cavalls, així com de la depredació per part de gavines australiana (Larus novaehollandiae), corbs (Corvus) i guineus que han estat introduïdes. La depredació per part de guineus és una amenaça important per a la subespècie occidental. L'any 2000, el nombre d'individus madurs es va estimar en 7.000.

## Taxonomia
El corriol capnegre va ser descrit formalment el 1818 per l'ornitòleg francès Louis Pierre Vieillot amb el nom binomial Charadrius cucullatus. Aquest nom binomial va ser tractat en un moment com un sinònim júnior de Charadrius rubricollis (Gmelin, 1789), però el 1998 l'ornitòleg estatunidenc Storrs L. Olson va designar un lectotip per a C. rubricollis i el va convertir en un sinònim júnior de Tringa lobata (Linnaeus, 1758), que en l'actualitat és el escuraflascons becfí (Phalaropus lobatus). A principis dels anys 2000, el corriol capnegre va ser traslladat del gènere original Charadrius al gènere Thinornis, juntament amb el corriol de Rangatira (Thinornis novaeseelandiae). Un estudi filogenètic molecular publicat el 2015 va trobar que Thinornis estava inclòs dins del gènere Charadrius. Això va ser confirmat per un altre estudi publicat el 2022, i, com a resultat, el corriol capnegre va ser traslladat de nou a Charadrius (Charadrius rubricollis). L'espècie és monotípica: no es reconeix cap subespècie.